# Ватра (Тернопіль)
«Ватра» — колишня аматорська футбольна команда з міста Тернополя.

## Відомості

### Досягнення
- Володарі Кубка України серед команд колективів фізкультури на приз «Робітничої газети»: 1986[1]
- Чемпіон Тернопільської області: 1977, 1981, 1983
- Володарі Кубка Тернопільської області: 1976, 1983, 1984

### Відомі люди
- Михайло Мовчан — гравець,[2]
- Юрій Науменко — граючий тренер у 1976—1986 роках,[1]
- Михайло Завальнюк — гравець[3].